# Pomaluengo
Pomaluengo es una localidad española, capital del municipio de Castañeda, perteneciente a la comunidad autónoma de Cantabria.

## Toponimia
El nombre del lugar puede aparecer referido con las grafías «Pomaluengo» y «Pumaluengo».

## Geografía
La localidad se encuentra a 66 m s. n. m. y está a 27 kilómetros de distancia de la capital cántabra, Santander.

## Historia
Hacia mediados del siglo XIX, el lugar, ya por entonces perteneciente a Castañeda, tenía contabilizada una población de 213 habitantes. Aparece descrito en el decimotercer volumen del Diccionario geográfico-estadístico-histórico de España y sus posesiones de Ultramar de Pascual Madoz con las siguientes palabras:

PUMALUENGO: l. en la prov. y dióc. de Santander, part. jud. de Villacarriedo; se compone de los barrios de Baquina, Escalada, la Calle, Colsa, la Barcena, la Herran, Revilla y la Salcera con un total de 86 casas; una ermita ayuda de parr., y algunas cabañas; es uno de los 4 pueblos que forman el valle de Castañeda, en cuya descripcion podrán verse sus particularidades. pobl.: 55 vec., 213 alm. contr.: con el ayuntamiento.
(Madoz, 1849, p. 299)

En 2023, la entidad singular de población de Pomaluengo tenía empadronados 1112 habitantes y el núcleo de población, también 1112.